# Salticus ravus
Salticus ravus är en spindelart som först beskrevs av Friedrich Wilhelm Bösenberg 1895.  Salticus ravus ingår i släktet Salticus och familjen hoppspindlar. Inga underarter finns listade i Catalogue of Life.